# Hepaticola petruschewskii
Hepaticola petruschewskii är en rundmaskart. Hepaticola petruschewskii ingår i släktet Hepaticola och familjen Trichuridae. Inga underarter finns listade i Catalogue of Life.